# Wiktorija Baraniwska
Wiktorija Baraniwska (ukrainisch Вікторія Баранівська, englisch Viktoriia Baranivska; * 19. Dezember 2002) ist eine ukrainische Leichtathletin, die sich auf den Dreisprung spezialisiert hat.

## Sportliche Laufbahn
Erste internationale Erfahrungen sammelte Wiktorija Baraniwska im Jahr 2021, als sie bei den U20-Balkan-Meisterschaften in Istanbul mit 12,65 m den sechsten Platz im Dreisprung belegte. 2023 schied sie bei den U23-Europameisterschaften in Espoo mit 12,95 m in der Qualifikationsrunde aus und im Jahr darauf gewann sie bei den Balkan-Hallenmeisterschaften in Istanbul mit 13,71 m die Bronzemedaille hinter der Rumänin Elena Taloș und Gizem Akgöz aus der Türkei. 2025 wurde sie bei der 1. Liga der Team-Europameisterschaft in Madrid mit 13,24 m Elfte, ehe sie bei den World University Games in Bochum mit 12,94 m den neunten Platz belegte.
2024 wurde Baraniwska ukrainische Meisterin im Dreisprung.